# Lilia Landi
Lilia Landi (née Lilia Giovannotti à Rome le 24 août 1929) est une actrice italienne.

## Biographie
Lilia Giovannotti est née à Rome le 24 août 1929. Elle est finaliste de  Miss Italie en 1946 et s'est diplômée en 1950 au Centro sperimentale di cinematografia.
En 1952 elle est choisie par Federico Fellini pour jouer le rôle d'une diva de roman photo pour le film Lo sceicco bianco, avec Alberto Sordi et Giulietta Masina. L'année suivante elle joue toujours dirigée par Fellini dans I vitelloni. Néanmoins sa filmographie se résume surtout par des films de « série B ».
Elle a aussi joué au théâtre dans des compagnies comme celles de Wanda Osiris et Ugo Tognazzi ou avec des réalisateurs comme  Mario Landi et Daniele D'Anza.

## Filmographie partielle
- 1950 : 
  - Demain il sera trop tard (titre original : Domani è troppo tardi) de Léonide Moguy.
  - Miss Italie (film, 1950) (titre original :Miss Italia)  de Duilio Coletti.
- 1951 : Quelles drôles de nuits (titre original :Era lui, sì, sì) de Marino Girolami, Marcello Marchesi et Vittorio Metz.
- 1952 :
  - Abracadabra de Max Neufeld
  - Lo sceicco bianco de Federico Fellini
- 1953 : Frine, cortigiana d'Oriente de Mario Bonnard
- 1956 : Le Disque rouge  (titre original : Il ferroviere) de Pietro Germi.
- 1956 : Le Cri (titre original : Il grido) de Michelangelo Antonioni